# 矢木醤油
矢木醬油株式会社（やぎしょうゆ）は、兵庫県たつの市に本社を置く醤油を中心とする日本の食品メーカーである。

## 沿革
- 1906年（明治39年）9月 - 兵庫県たつの市にて、初代・矢木正三により創業。
- 1921年（大正10年）9月 - 法人組織に改組、矢木醤油株式会社を創立。
- 1958年（昭和33年）10月 - 初代・矢木正三が相談役となり、矢木進が2代代表取締役に就任。
- 1974年（昭和51年）6月 - 醤油製造委託を受ける。
- 1979年（昭和54年）10月 - 2代社長・矢木進が代表取締役会長となり、矢木隆一郎が3代代表取締役社長に就任。
- 1988年（昭和63年）6月 - つゆ、たれ、ドレッシング等の調味料の製造委託を受ける。以来、OEM受託業務多数受託。
- 2006年（平成18年）4月 - インターネット通信販売開始。
- 2017年（平成29年）10月 - 新工場（丁酉工場）竣工、ウェイトフィラー（重量式充填機）の導入。
- 2018年（平成30年）3月 - 新工場（丁酉工場）本格稼働開始。
- 2019年（令和元年）11月 - 3代目社長・矢木隆一郎が代表取締役会長となり、矢木正俊が4代代表取締役社長に就任。